# ISO 3166-2:LB
ISO 3166-2:LB — стандарт Международной организации по стандартизации, который определяет геокоды. Является подмножеством стандарта ISO 3166-2, относящимся к Ливану. Стандарт охватывает 8 провинций Ливана. Каждый геокод состоит из двух частей: кода Alpha2 по стандарту ISO 3166-1 для Ливана — LB и дополнительного кода, записанных через дефис. Дополнительный код образован двухбуквенным кодом созвучно: названию, аббревиатуре названия провинции. Геокоды провинций Ливана являются подмножеством кодов домена верхнего уровня — LB, присвоенного Ливану в соответствии со стандартами ISO 3166-1.

## Геокоды Ливана
Геокоды 8 провинций  административно-территориального деления Ливана.
| Геокод | Административная единица | Статус    |
| ------ | ------------------------ | --------- |
| LB-AK  | Аккар                    | провинция |
| LB-BI  | Бекаа                    | провинция |
| LB-AS  | Северный Ливан           | провинция |
| LB-JA  | Южный Ливан              | провинция |
| LB-BA  | Бейрут                   | провинция |
| LB-JL  | Горный Ливан             | провинция |
| LB-BH  | Баальбек—Хермель         | провинция |
| LB-NA  | Набатия                  | провинция |

## Геокоды пограничных Ливана государств
- Сирия — ISO 3166-2:SY (на востоке, на севере),
- Израиль — ISO 3166-2:IL (на юге).